# The Muscle Shoals studios

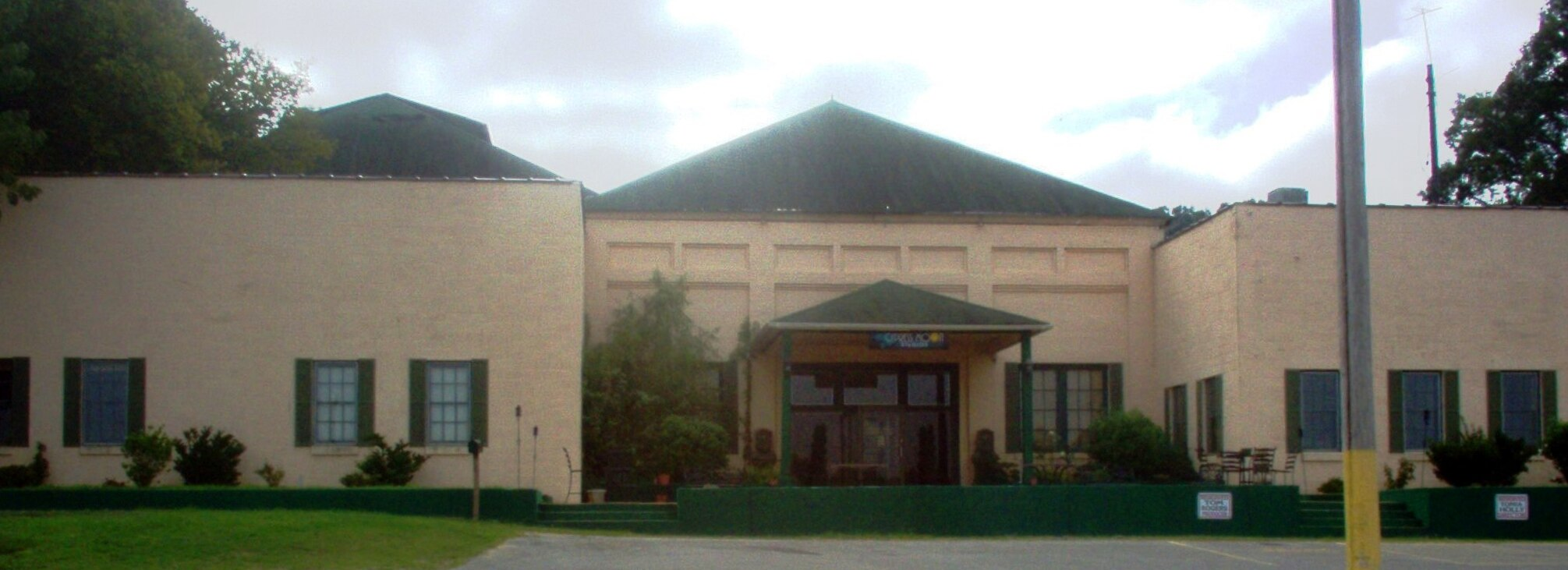
Nouveau studio Muscle Shoals Sound à Sheffield, Alabama.

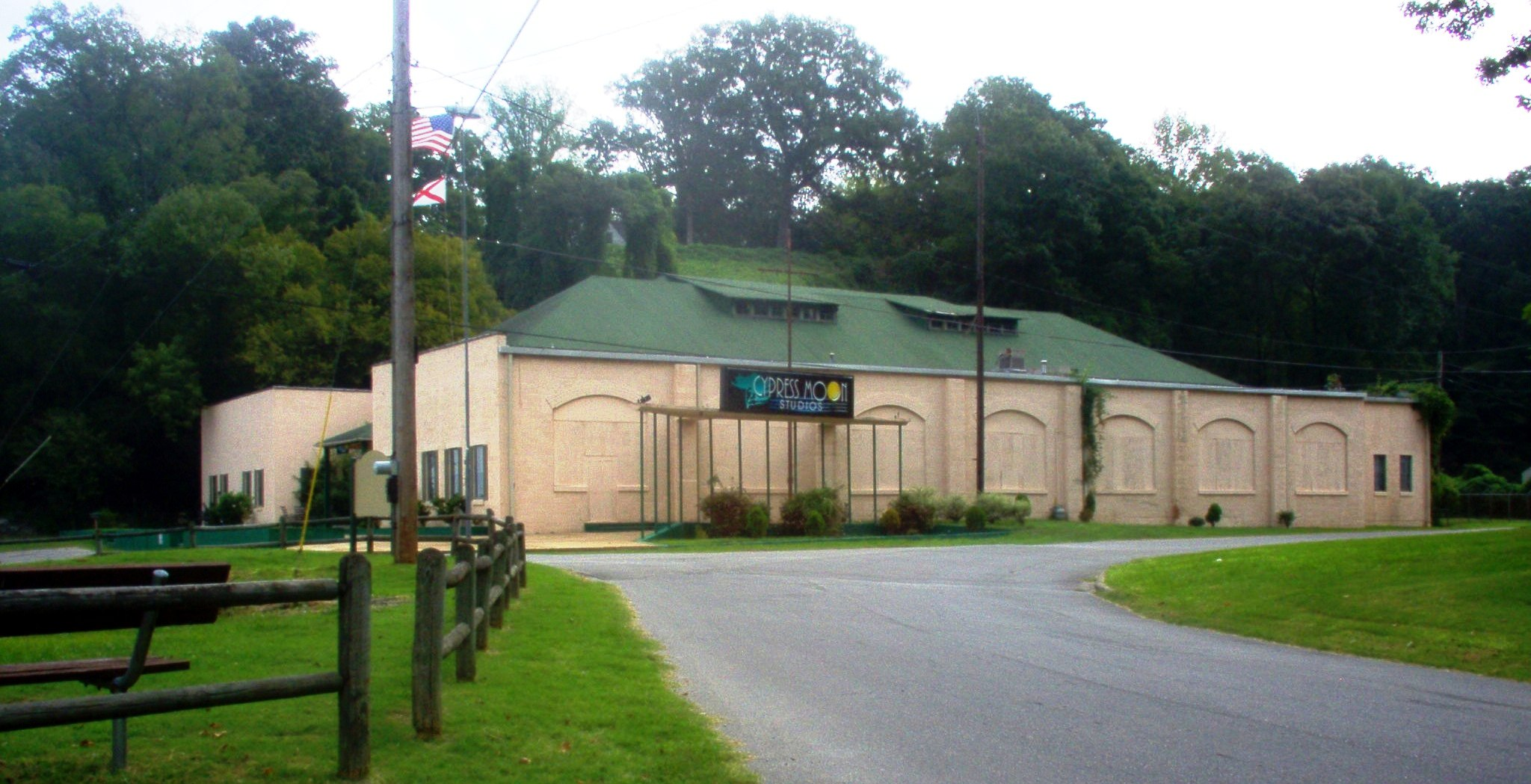
Cypress Moon Studios.

The Muscle Shoals studios sont des studios d'enregistrement spécialisés dans la musique soul, particulièrement dans les années 1960 et 1970, situé à Muscle Shoals en Alabama aux États-Unis. Les plus fameux d'entre eux sont M.S.S.S. et FAME.
The Muscle Shoals Rhythm Section aussi connu sous le nom de The Swampers est un groupe américain de musique soul, rhythm and blues et de musique country de musiciens de studio basé dans la ville de Muscle Shoals.

## FAME, la naissance des studios de Muscle Shoals
Au début des années 1960, Rick Hall, patron du jeune label FAME (pour Florence Alabama Music Enterprises), décide de se consacrer au rhythm and blues. Il monte un studio d'enregistrement dans une ancienne usine de tabac et forme un orchestre d'accompagnement, puis enregistre le tube You Better Move On d'Arthur Alexander en 1961. Il monte un nouveau studio professionnel et loue ses services à un label d'Atlanta. Il obtient un nouveau hit en 1964 avec Steal Away de Jimmy Hughes (en), et décroche la timbale en 1966 grâce au succès international de Percy Sledge When A Man Loves A Woman. Le disque est distribué par Atlantic Records. Son vice-président Jerry Wexler décide alors de faire enregistrer ses artistes à Muscle Shoals avec les musiciens du studio Fame : tout d'abord Wilson Pickett, puis Arthur Conley, Clarence Carter, Aretha Franklin... Le label Chess Records fait la même chose avec Etta James, ainsi que Capitol Records. 
Rick Hall découvre aussi le jeune guitariste Duane Allman.

## The Swampers, l'âge d'or de Muscle Shoals
En 1969, les musiciens de Fame, Barry Beckett (claviers), Roger Hawkins (en) (batterie), Jimmy Johnson (en) (guitare) et David Hood (basse), montent un studio concurrent appelé Muscle Shoals Sound Studio (M.S.S.S.) et travaillent avec Atlantic. Outre Wilson Pickett, ils enregistrent aussi les albums de Cher, Ronnie Hawkins, et les Rolling Stones. Ils accompagnent également Aretha Franklin à Miami. Stax Records leur envoie Eddie Floyd et The Staple Singers. En quelques années, ces musiciens blancs de l'Alabama, surnommés The Swampers, deviennent une référence incontournable dans le monde de la musique noire. Enregistrent également à M.S.S.S. Joe Cocker, J.J. Cale, Bobby Womack, Linda Ronstadt, Eddy Mitchell, Ry Cooder, Jimmy Cliff, Traffic, Rod Stewart, Simon & Garfunkel, James Brown, Dire Straits, Bob Dylan, Carlos Santana, etc. Lynyrd Skynyrd leur dédient même une chanson : Sweet Home Alabama.
Le studio Fame n'est pas en reste. Rick Hall signe un contrat avec M.G.M. et est sacré « producteur de l'année 1971 » par Billboard Magazine. Son pianiste Clayton Ivey monte son propre studio appelé Wishbone et se lie avec Motown pour qui il produit The Temptations, The Commodores, etc. 1972 voit la création de Widget Sound Studio et de Music Hill. 
Passé l'âge d'or des années 1970, les studios commencent à fermer les uns après les autres à partir de 1983. Les Swampers vendent M.S.S.S. au label Malaco de Jackson (Mississippi) qui continuent à l'utiliser aujourd'hui, notamment pour Tony Joe White, Primal Scream, Etta James ou Eddy Mitchell...

## Sources
- Article de Jean-Louis Lamaison dans Dictionnaire du Rock, sous la direction de Michka Assayas, Robert Laffont, 2000.
- Guralnick, Peter (1986). Sweet Soul Music .... Back Bay Books (Little, Brown).  (ISBN 0-316-33273-9).